# Asiemut
Pour plus de détails, voir Fiche technique et Distribution.
Asiemut est un film documentaire canadien d'aventure à teneur philosophique portant sur une traversée à vélo de 8000 km de la Mongolie à la plaine du Gange, en Inde,. Asiemut a été entièrement filmé, réalisé et produit par Mélanie Carrier et Olivier Higgins et a remporté 35 prix dans différents festivals à travers le monde.

## Synopsis
Tant de choix à faire au quotidien ! À chacun sa route, sa direction, son azimut. Olivier Higgins et Mélanie Carrier ont choisi de partir à vélo pour leur première grande aventure. L’Asie, 8000 kilomètres, de la Mongolie à la plaine du Gange en Inde, en passant par le Xinjiang, le désert du Taklamakan, le Tibet et le Népal. Ils partent bien sûr pour découvrir le monde, mais par-dessus tout, pour se découvrir. Qui sont-ils ? Que souhaitent-ils ? Quelle est leur place dans ce monde? Peut-être cet audacieux périple, au travers ses rencontres, ses obstacles et ses découvertes, saura-t-il les faire réfléchir… N’avons-nous pas tous un « Asiemut » en commun ?

## Fiche technique
- Titre : Asiemut
- Réalisation : Mélanie Carrier et Olivier Higgins
- Scénario : Olivier Higgins
- Photographie : Olivier Higgins
- Montage : Éric Denis et Olivier Higgins
- Production : Mélanie Carrier et Olivier Higgins
- Pays :  Canada
- Genre : Documentaire
- Durée : 57 minutes
- Dates de sortie : 
  -  Canada : octobre 2006
  -  France : octobre 2006

## Distinctions
Le film Asiemut a remporté 35 prix à travers le monde, dont "l'Oscar des Oscars" des films de montagne et d'aventure en 2008 en Italie. Il a fait partie de la tournée mondiale du festival des films de Banff et a été diffusé dans près de 40 pays.
- 2008 : Grand Prix de tous les Festivals, Cervino CineMountain Film Festival, Italie
- 2008 : Grand Prix du Public, Festival du Fflm d'Aventure de La Rochelle, France
- 2008 : Grand Prix du Public, Int. Mountain Film Festival de Slovénie
- 2008 : Grand Prix du Festival, Festival Planète couleur, France
- 2007 : Grand Prix du Festival, Festival inter. du film de montagne de Graz, Autriche
- 2007 : Grand Prix du Festival, Festival intern. du film de montagne de Tegernsee, Allemagne
- 2007 : Grand Prix du Public, Festival intern. du film de montagne de Tegernsee, Allemagne
- 2007 : Prix Spécial des Jurys, Danish Adventure Film Festival, Danemark
- 2007 : Golden Frame Award, Explorer's Film Festival, Pologne
- 2007 : Grand Prix du Public, Dundee International Mountain Film Festival, Écosse
- 2007 : Grand Prix du Public, Festival Explorimages, Nice (France)
- 2007 : Grand Prix du Festival, Festival du film de Montagne de Williamstown, USA
- 2007 : Grand Prix du Festival, Festival des films de montagne de Teplice, République Tchèque
- 2007 : Grand Prix du Public, Festival international du film des Diablerets, Suisse
- 2007 : Prix Spécial du Jury, Festival international du film des Diablerets, Suisse
- 2007 : Pris du Tourisme de Banskî, Internat. Mountain Film Festival of Bulgarie
- 2007 : Prix du Meilleur Film d'Aventure, InkaFest, Perù
- 2007 : Prix du Meilleur Film d'Aventure, Squamish International Mountain Film Festival, Canada
- 2007 : Grand Prix du Festival, Vanka Regule Festival, Croatie
- 2007 : Mention Spéciale du Jury, International Festival of Mountain Films, Slovaquie
- 2007 : Grand Prix du Public, Festival des films d'aventure de La Réunion
- 2007 : Most Inspiring Film Prize, Boulder Adventure Film Festival, USA
- 2007 : People's Choice Award, Wanaka Mountain Film Festival New-Zealand
- 2007 : Grand Prix du Festival des films de montagne de Slovaquie
- 2007 : Grand Prix du Public Festival international des films d'aventure de Val D'Isère, France
- 2007 : Prix ESPOIR CMC du Jury, Festival international des films de Val D'Isère, France
- 2007 : Grand Prix du Festival International des films de montagne de Vancouver, Canada
- 2007 : Meilleur film de montagne, au Festival des films de montagne de Flagstaff, USA
- 2007 : Grand Prix du Festival des Films de Fort William, Angleterre :  :
- 2006 : Grand Prix du Public au Festival des films de montagne de Banff, Canada
- 2006 : Special Jury Award au Festival des Films de Montagne de Banff, Canada
- 2006 : Prix Grandvalira Edelweiss d'Argent, Festivals des films de Torello, Espagne
- 2006 : Prix Jeunes Créateurs, au FIFAM à Montréal, Canada
- 2006 : Prix Jeunes Créateurs, Festival international du film d'Autrans, France
- 2006 : Mention Spéciale du Jury, Festival des écrans de l'aventure de Dijon, France